# Baciuty

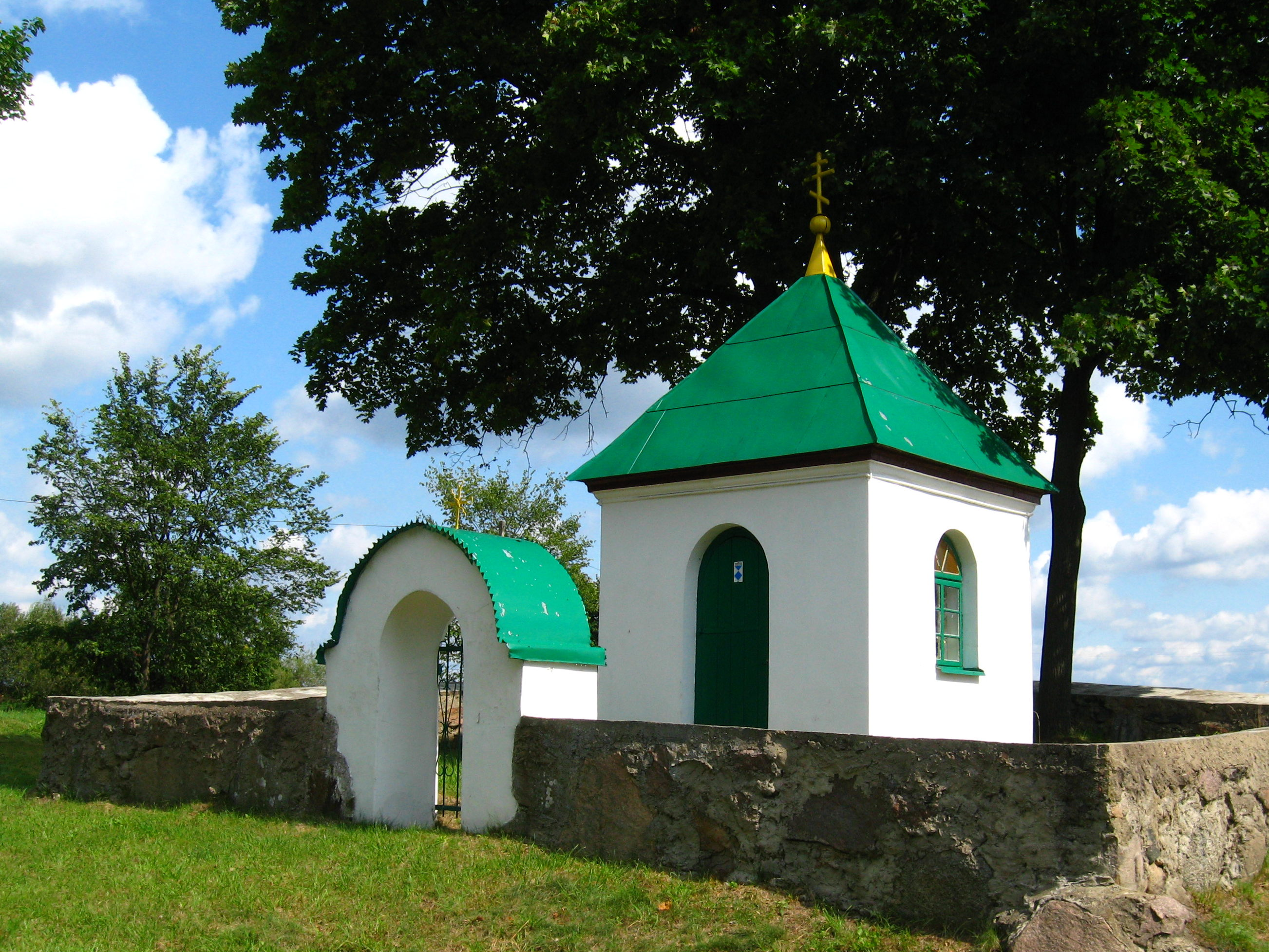
Kapliczka prawosławna św. Barbary

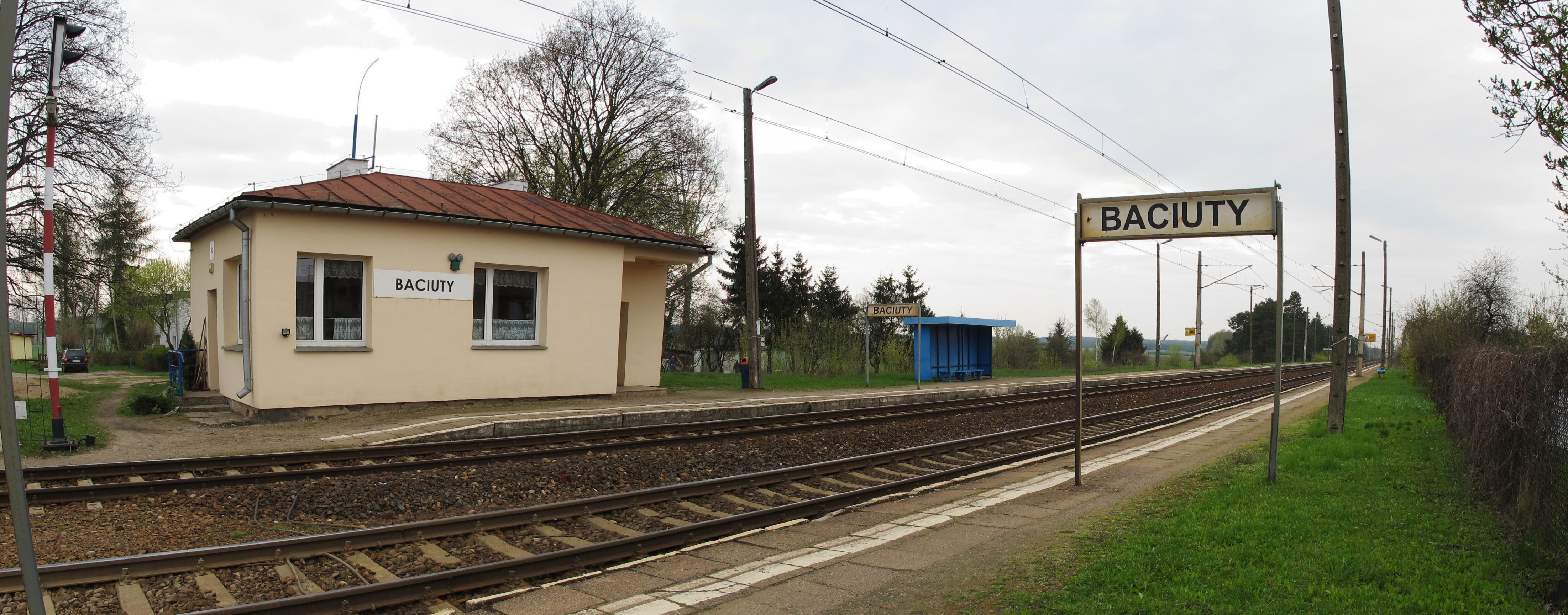
Baciuty (przystanek kolejowy)

Baciuty (białorus. Бацюты) – wieś w Polsce położona w województwie podlaskim, w powiecie białostockim, w gminie Turośń Kościelna.
Wieś duchowna położona była w końcu XVIII wieku  w powiecie grodzieńskim województwa trockiego Wielkiego Księstwa Litewskiego. W latach 1975–1998 miejscowość administracyjnie należała do województwa białostockiego.
W strukturach administracyjnych Kościoła rzymskokatolickiego wieś należała początkowo do parafii Choroszcz, obecnie należy do parafii niewodnickiej. Z kolei w strukturach administracyjnych Kościoła prawosławnego Baciuty podlegają parafii topileckiej.

## Części wsi
| SIMC    | Nazwa     | Rodzaj    |
| ------- | --------- | --------- |
| 0042464 | Konczanie | część wsi |
| 0042470 | Wygoda    | część wsi |

## Historia
Pierwsza wzmianka o wsi Baciuty pochodzi z 1504. 15 września tego roku król Aleksander Jagiellończyk darował Józefowi Sołtanowi, biskupowi smoleńskiemu, 12 rodzin chłopskich w Topilcu, Baciutach i Piszczewie. W 1506 biskup Sołtan nadanie to w całości przekazał klasztorowi supraskiemu. W końcu XVIII wieku zaborcy pruscy przejęli je na rzecz skarbu królewskiego. Odtąd było to terytorium należące do państwa.
Następna wzmianka o Baciutach pochodzi z 1641. Jest to dokument umowy między archimandrytą supraskim ks. Nikodemem Szybińskim a ks. Adamem Moczarskim plebanem niewodnickim o wybudowanie grobli granicznej.
W czasie epidemii cholery w sierpniu 1831 w Baciutach zmarło 5 osób.
Według Powszechnego Spisu Ludności przeprowadzonego w 1921 roku wieś Baciuty liczyła 55 domów i zamieszkiwało ją 321 osób (175 kobiet i 146 mężczyzn). Większość mieszkańców zadeklarowała wyznanie prawosławne (276 osób), zaś pozostali podali wyznanie rzymskokatolickie (45 osób). Podział religijny mieszkańców Baciut niemal całkowicie odzwierciedlał ich strukturę narodowo-etniczną, bowiem większość mieszkańców miejscowości zadeklarowała narodowość białoruską (274 osoby - 85% mieszkańców Baciut), pozostali podali kolejno: narodowość polską (45 osób - ok. 14% mieszkańców wsi) i narodowość rosyjską (2 osoby - ok. 1%). W okresie dwudziestolecia międzywojennego wieś znajdowała się w gminie Choroszcz.
7 sierpnia 1931 około godziny 4:00, miała miejsce katastrofa kolejowa, w której zginęło 6 osób.
W 1980 r. w Baciutach dokonano badań dialektologiczno-językowych pod kierunkiem Janusza Siatkowskiego, w ramach których odnotowano, że: gwara białoruska utrzymuje się głównie wśród starszych wiekiem z dawna osiadłych mieszkańców, pozostali rozmawiają po polsku.

## Zabytki
W Baciutach znajduje się kapliczka z końca XVIII w. pod wezwaniem św. Barbary – początkowo unicka, obecnie prawosławna (należąca do parafii w Topilcu).
Nieopodal kaplicy, przy wjeździe do wsi, znajduje się kuty w metalu wotywny krzyż prawosławny na kamiennym postumencie z cyrylicznymi inskrypcjami. Krzyż pochodzi z 1912 r. i upamiętnia tragiczny pożar wsi.